# Изложба „Цртеж и мала пластика” (1992)
Изложба „Цртеж и мала пластика” се одржала у периоду од 23. јануара до 12. фебруара 1992. године у Уметничком павиљону „Цвијета Зузорић” у Београду.

## Уметнички савет
Избор радова за изложбу је обавио Уметнички савет Удружења ликовних уметника Србије.

## Излагачи

### Цртеж
1. Раденко Аднађ
2. Братислав Башић
3. Катарина Поповић Бенедетић
4. Жарко Бјелица
5. Миливоје Богатиновић
6. Стојанка Бошњак
7. Ивана Брадановић
8. Деспот Бркић
9. Јелена Буторац
10. Здравко Велован
11. Бранко Вељовић
12. Дејана Вучковић
13. Оливера Павић Гаврић
14. Драгутин Гајер
15. Зоран Граовац
16. Звонко Грмек
17. Горан Десанчић
18. Катарина Дрљевић
19. Душан Ђокић
20. Зоран Н. Ђорђевић
21. Стојанка Ђорђић
22. Љубиша Ђурић
23. Урош Ђурић
24. Жељко Ђуровић
25. Радивоје Ђуровић
26. Никола Жигон
27. Синиша Жикић
28. Весна Зламалик
29. Светлана Златић
30. Трша Љубинка Ивезић
31. Владимир Јанковић
32. Љиљана Јарић
33. Дивна Јеленковић
34. Жикица Јовановић
35. Јасмина Калић
36. Маријана Каралић
37. Божидар Кићевић
38. Драган Кићовић
39. Зоран Клашња
40. Марија Кнежевић
41. Александра Ковачевић
42. Славенка Ковачевић
43. Маринела Кожељ
44. Милинко Коковић
45. Мито Коматина
46. Милутин Копања
47. Илија Крковић
48. Мирјана Марић Крстевска
49. Братислав Крстић
50. Гордан Крчмар
51. Небојша Лазић
52. Ненад Макуљевић
53. Мирјана Маодуиш
54. Зоран Марјановић
55. Јелена Марковић
56. Срђан Марковић
57. Весна Мартиновић
58. Анђела Меденица
59. Михаел Милуновић
60. Бранимир Минић
61. Дејан Мирковић
62. Александар Младеновић
63. Миодраг Млађовић
64. Зоран Насковски
65. Зоран Настић
66. Драган Нешић
67. Јасна Николић
68. Зорица Обрадовић
69. Бранко Омчикус
70. Михаило Петковић
71. Миломирка Ђокић Петровић
72. Димитрије Пецић
73. Дејан Попов
74. Дејана Поповић
75. Милан Поповић
76. Мирјана Поповић
77. Мице Попчев
78. Санвила Пореј
79. Милан Радовановић
80. Невенка Рајковић
81. Саша Рајовић
82. Бранко Раковић
83. Александра Ракоњац
84. Светлана Рибица
85. Едвина Романовић
86. Варда Небојша Ружић
87. Виолета Самарџић
88. Рада Селаковић
89. Драгана Станаћев
90. Бранислав М. Стефановић
91. Оливера Стојадинов
92. Миодраг Стојановић
93. Катарина Стојић
94. Војислава Танурџић
95. Зоран Тодор
96. Милица Томић
97. Мирољуб Филиповић
98. Тијана Фишић
99. Маријела Цветић
100. Бранко Цветковић
101. Биљана Црнчанин
102. Гордана Чекић
103. Биљана Шево
104. Хелена Шипек
105. Босиљка Шипка
106. Миодраг Шумарац

### Мала пластика
1. Ђорђе Арнаут
2. Никола Богдановић
3. Марина Васиљевић Кујунџић
4. Ана Виђен
5. Срђан Вукајловић
6. Габријел Глид
7. Татјана Дејановић
8. Драган Ђорђевић
9. Славко Живановић
10. Василије Живковић
11. Јован Живковић
12. Милан Жунић
13. Драган Јеленковић
14. Вида Јоцић
15. Гордана Каљаловић
16. Снежана Нина Коцић
17. Ото Јован Лого
18. Сабрина Максимовић
19. Милан Р. Марковић
20. Милан Т. Марковић
21. Бранислав Милашиновић
22. Славко Миленковић
23. Весна Милојковић
24. Вукашин Миловић
25. Михаел Милуновић
26. Татјана Милутиновић
27. Жељка Момиров
28. Иван Павић
29. Горан Печеновић
30. Мице Попчев
31. Божица Рађеновић
32. Милан Ракочевић
33. Весна Ристовски
34. Миодраг Ристић
35. Слободан Роксандић
36. Мирослав Савков
37. Срђан Симоновић
38. Вера Станарчевић
39. Милорад Ступовски
40. Милена Томановић
41. Зоран Тодоровић